# Babur
Zahir-ad-Din Muhammad Babur sau Baber, din limba arabă: tigrul,  în persană și arabă: ‏ظهير الدين محمد بابر‎,în hindi: ज़हिर उद-दिन मुहम्मद , n. 14 februarie 1483 Andijan - d. 26 decembrie 1531 Agra) a fost un emir și comandant de oști de neam turcic-ceagatai,  care își revendica descendența din Timur Lenk (pe linie paternă) și din Ginghis Han (pe linie maternă). Inițial emir al Ferganei, apoi emir al Kabulului, în perioada 1526 - 1527, a invadat India și a ocupat un teritoriu întins în nordul acesteia, întemeind Imperiul Mogul (în anii 1526-1530).
Având o educație aleasă, a fost vestit și ca poet liric.

## Titlul
„As-Sultan al Azam wa-l-Hakan al Mukarram Zahir ad-din Muhammad Djalal ad-din Babur, Padshah-i-Gazi”